# Grande Prêmio do Japão de 2000
Resultados do Grande Prêmio do Japão de Fórmula 1 realizado em Suzuka em 8 de outubro de 2000. Décima sexta etapa da temporada, nele Michael Schumacher venceu a corrida e subiu ao pódio ladeado por Mika Häkkinen e David Coulthard, da McLaren-Mercedes. Graças a este resultado o alemão assegurou o tricampeonato mundial de pilotos na penúltima corrida do ano, encerrando um jejum de 21 anos sem que a Ferrari conquistasse títulos, marca vigente desde Jody Scheckter no Grande Prêmio da Itália de 1979.

## Resumo
- O último pit stop de Michael Schumacher foi de seis segundos permitindo-lhe ficar à frente de Häkkinen e conquistar o campeonato.
- Foi o décimo mundial de pilotos decidido no GP do Japão, o nono em Suzuka.

## Classificação

### Treinos
| 1                         | 3  | Michael Schumacher    | Ferrari            | 1:35.825 |         |
| 2                         | 1  | Mika Häkkinen         | McLaren-Mercedes   | 1:35.834 | + 0.009 |
| 3                         | 2  | David Coulthard       | McLaren-Mercedes   | 1:36.236 | + 0.411 |
| 4                         | 4  | Rubens Barrichello    | Ferrari            | 1:36.330 | + 0.505 |
| 5                         | 10 | Jenson Button         | Williams-BMW       | 1:36.628 | + 0.803 |
| 6                         | 9  | Ralf Schumacher       | Williams-BMW       | 1:36.788 | + 0.963 |
| 7                         | 7  | Eddie Irvine          | Jaguar-Cosworth    | 1:36.899 | + 1.074 |
| 8                         | 5  | Heinz-Harald Frentzen | Jordan-Mugen/Honda | 1:37.243 | + 1.418 |
| 9                         | 22 | Jacques Villeneuve    | BAR-Honda          | 1:37.267 | + 1.442 |
| 10                        | 8  | Johnny Herbert        | Jaguar-Cosworth    | 1:37.329 | + 1.504 |
| 11                        | 12 | Alexander Wurz        | Benetton-Playlife  | 1:37.348 | + 1.523 |
| 12                        | 11 | Giancarlo Fisichella  | Benetton-Playlife  | 1:37.479 | + 1.654 |
| 13                        | 18 | Pedro de La Rosa      | Arrows-Supertec    | 1:37.652 | + 1.827 |
| 14                        | 19 | Jos Verstappen        | Arrows-Supertec    | 1:37.674 | + 1.849 |
| 15                        | 6  | Jarno Trulli          | Jordan-Mugen/Honda | 1:37.679 | + 1.854 |
| 16                        | 15 | Nick Heidfeld         | Prost-Peugeot      | 1:38.141 | + 2.316 |
| 17                        | 14 | Jean Alesi            | Prost-Peugeot      | 1:38.209 | + 2.384 |
| 18                        | 23 | Ricardo Zonta         | BAR-Honda          | 1:38.269 | + 2.444 |
| 19                        | 17 | Mika Salo             | Sauber-Petronas    | 1:38.490 | + 2.665 |
| 20                        | 16 | Pedro Paulo Diniz     | Sauber-Petronas    | 1:38.576 | + 2.751 |
| 21                        | 20 | Marc Gené             | Minardi-Fondmetal  | 1:39.972 | + 4.147 |
| 22                        | 21 | Gastón Mazzacane      | Minardi-Fondmetal  | 1:40.462 | + 4.637 |
| Limite dos 107%: 1:42.533 |    |                       |                    |          |         |
| Fonte:                    |    |                       |                    |          |         |

### Corrida
| Pos.   | Nº | Piloto                | Construtor         | Voltas | Tempo/Diferença | Grid | Pontos |
| ------ | -- | --------------------- | ------------------ | ------ | --------------- | ---- | ------ |
| 1      | 3  | Michael Schumacher    | Ferrari            | 53     | 1:29:53.435     | 1    | 10     |
| 2      | 1  | Mika Häkkinen         | McLaren-Mercedes   | 53     | + 1.837         | 2    | 6      |
| 3      | 2  | David Coulthard       | McLaren-Mercedes   | 53     | + 1:09.914      | 3    | 4      |
| 4      | 4  | Rubens Barrichello    | Ferrari            | 53     | + 1:19.191      | 4    | 3      |
| 5      | 10 | Jenson Button         | Williams-BMW       | 53     | + 1:25.694      | 5    | 2      |
| 6      | 22 | Jacques Villeneuve    | BAR-Honda          | 52     | + 1 volta       | 9    | 1      |
| 7      | 8  | Johnny Herbert        | Jaguar-Cosworth    | 52     | + 1 volta       | 10   |        |
| 8      | 7  | Eddie Irvine          | Jaguar-Cosworth    | 52     | + 1 volta       | 7    |        |
| 9      | 23 | Ricardo Zonta         | BAR-Honda          | 52     | + 1 volta       | 18   |        |
| 10     | 17 | Mika Salo             | Sauber-Petronas    | 52     | + 1 volta       | 19   |        |
| 11     | 16 | Pedro Paulo Diniz     | Sauber-Petronas    | 52     | + 1 volta       | 20   |        |
| 12     | 18 | Pedro de La Rosa      | Arrows-Supertec    | 52     | + 1 volta       | 13   |        |
| 13     | 6  | Jarno Trulli          | Jordan-Mugen/Honda | 52     | + 1 volta       | 15   |        |
| 14     | 11 | Giancarlo Fisichella  | Benetton-Playlife  | 52     | + 1 volta       | 12   |        |
| 15     | 21 | Gastón Mazzacane      | Minardi-Fondmetal  | 51     | + 2 voltas      | 22   |        |
| Ret    | 20 | Marc Gené             | Minardi-Fondmetal  | 46     | Motor           | 21   |        |
| Ret    | 9  | Ralf Schumacher       | Williams-BMW       | 41     | Spun off        | 6    |        |
| Ret    | 15 | Nick Heidfeld         | Prost-Peugeot      | 41     | Suspensão       | 16   |        |
| Ret    | 12 | Alexander Wurz        | Benetton-Playlife  | 37     | Spun off        | 11   |        |
| Ret    | 5  | Heinz-Harald Frentzen | Jordan-Mugen/Honda | 29     | Pane hidráulica | 8    |        |
| Ret    | 14 | Jean Alesi            | Prost-Peugeot      | 19     | Motor           | 17   |        |
| Ret    | 19 | Jos Verstappen        | Arrows-Supertec    | 9      | Pane elétrica   | 14   |        |
| Fonte: |    |                       |                    |        |                 |      |        |

## Tabela do campeonato após a corrida
|  | Pos. | Piloto             | Pontos |
|  | ---- | ------------------ | ------ |
|  | 1    | Michael Schumacher | 98     |
|  | 2    | Mika Häkkinen      | 86     |
|  | 3    | David Coulthard    | 67     |
|  | 4    | Rubens Barrichello | 58     |
|  | 5    | Ralf Schumacher    | 24     |

|   | Pos. | Construtor        | Pontos |
| - | ---- | ----------------- | ------ |
|   | 1    | Ferrari           | 156    |
|   | 2    | McLaren-Mercedes  | 143    |
|   | 3    | Williams-BMW      | 36     |
|   | 4    | Benetton-Playlife | 20     |
| 1 | 5    | BAR-Honda         | 18     |

- Nota: Somente as primeiras cinco posições estão listadas e o campeão mundial de pilotos surge grafado em negrito.